# Зарин, Апполинарий Александрович
Аполлина́рий Алекса́ндрович Зари́н (1805 — 26 февраля 1872) — вице-адмирал русского императорского флота, герой обороны Севастополя.

## Биография
Родился в 1805 году, происходил из дворян Зариных Калужской губернии. Учился в Морском кадетском корпусе, из которого был выпущен 1 марта 1822 году мичманом Балтийского флота, где служил до 1833 года, а потом, уже в чине лейтенанта, был переведён на Черноморский флот. В 1837 году, во время высадки десанта на мыс Адлер, состоял флаг-офицером при контр-адмирале С. А. Эсмонте. В 1838 году участвовал в занятии местечка Сочи на Кавказском берегу. Причём, после крушения корабля был захвачен горцами и несколько месяцев находился в плену. В том же году награждён орденом Святого Станислава 3-й степени. 

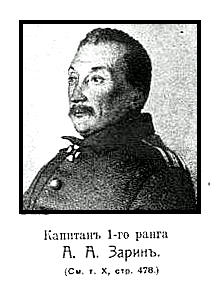
Фото из «ВЭС»

В 1839 году Зарин был произведён в капитан-лейтенанты, а затем около двух лет крейсировал в Архипелаге. Он командовал бригами «Эндимион» и «Фемистокл», пароходом «Молодец», фрегатом «Месемврия» и линейным кораблём «Селафал». В 1842 году, «за успешное содействие при нападении горцев на форт Навагинский», награждён орденом Святой Анны 3-й степени. 1 января 1847 года за 18 морских кампаний он был награждён орденом Святого Георгия 4-го класса, а также был произведён в капитаны 2-го ранга. 23 апреля 1850 года Зарин был произведён в капитаны 1-го ранга. 
Во время Крымской войны Зарин был начальником 1-го отделения оборонительной линии, а с 28 августа по 30 сентября 1855 года командовал всеми батареями Северной стороны. За отличную распорядительность при отступлении войск с Южной стороны был награждён 6 июля 1855 года орденом Святого Георгия 3-го класса № 492
В воздаяние примерной храбрости и особой распорядительности, по принятию во время усиленных бомбардировок Севастополя под жестоким неприятельским огнем мер, коими всегда отвращаемы были наши потери в людях и мгновенно восстановлялись средства обороны
За храбрость при штурме Севастополя 27 августа 1855 года Зарин был пожалован золотой саблей с надписью «За храбрость». За мужество при первой бомбардировке Севастополя 5 октября 1854 года он был награждён орденом Святого Владимира 3-й степени.
После окончания Крымской войны, Аполлинарий Александрович Зарин прибыл с оставшимися моряками, бывших Черноморских экипажей, в Москву, где им была устроена торжественная встреча. Здесь же, после смотра, произведённого императором Александром II, пожалован был во флигель-адъютанты. 15 апреля 1856 года произведён в контр-адмиралы, зачислен в Свиту Его Императорского Величества и назначен начальником особой бригады мелких судов на правах дивизионного начальника. 8 сентября 1859 года был награждён орденом Святого Станислава 1-й степени с мечами над орденом.
В 1860 году, за упразднением отдельной бригады, он был переименован в младшие флагманы Балтийского флота. В 1861 году был командирован в Могилёвскую губернию для объявления манифеста об освобождении крестьян. 30 августа 1861 года был награждён орденом Святой Анны 1-й степени с мечами над орденом. Во время Польского восстания 1863 года, когда можно было ожидать вмешательства иностранных держав, ему было поручено руководство отрядом канонерских лодок и сухопутных войск, предназначавшихся для укрепления порта Транзунд и защиты города Выборг. 1 января 1864 года произведён в вице-адмиралы с назначением в старшие флагманы Балтийского флота. В 1869 году награждён орденом Святого Владимира 2-й степени с мечами над орденом. В 1871 году назначен членом Адмиралтейств-совета. 
Аполлинарий Александрович Зарин (в некоторых наградных списках именуется Зорин) умер 26 февраля 1872 года.

## Награды
- Орден Святого Станислава 3-й степени (06.04.1838)
- Орден Святой Анны 3-й степени (28.10.1842)
- Орден Святого Георгия 4-й степени за участие в 18 морских кампаниях (01.01.1847)
- Орден Святого Владимира 3-й степени (1854)
- Орден Святого Георгия 3-й степени (06.07.1855)
- Золотая сабля с надписью «За храбрость» (1855)
- Орден Святого Станислава 1-й степени с мечами за отличие в Кавказской войне (08.09.1859)
- Орден Святой Анны 1-й степени с мечами (30.08.1861)
- Орден Святого Владимира 2-й степени с мечами (1869)

## Семья
Жена — Мария Павловна Софиано, внучка генерал-майора Х. М. Комнено и сестра Л. П. Софиано. Их сыновья:
- Александр (20.09.1844 - 13.09.1868) - лейтенант флота, в 1861 году окончил Морской Кадетский Корпус, погиб в сентябре 1868 года при крушении фрегата «Александр Невский» у берегов Дании, тело его не нашли.
- Сергей (15.9.1846, Керчь – 3.8.1894, Тифлис), гардемарин, мичман (1866), лейтенант (1870), с 1889 года капитан первого ранга, с 1886 по 1890 года командир клипера «Наездник»; с апреля 1891 года командир корвета «Витязь», по непредусмотрительности потерпевшего крушение в 1893 году. Зарина по суду признали виновным и приговорили к выплате штрафа. Сильно переживал по поводу гибели «Витязя» и находясь проездом в Тифлисе в гостинице «Северные номера», в августе 1894 года он выстрелом из револьвера лишил себя жизни.